# Charlie Justice
Charles Ronald Justice, detto Choo-Choo (Asheville, 18 maggio 1924 – Cherryville, 17 ottobre 2003), è stato un giocatore di football americano statunitense che ha militato nel ruolo di halfback nella National Football League (NFL).

## Carriera
Al college Justice giocò a football a North Carolina, dove fu premiato per due volte come All-American e per due volte chiuse secondo nella classifica dell'Heisman Trophy. Al college lanciò o corse per 64 touchdown e il suo record dell'istituto di 4.833 yard totali in attacco in una stagione fu superato solo nel 1994. Fu scelto nel corso del sedicesimo giro (201º assoluto) del Draft NFL 1950 dai Washington Redskins. La sua carriera professionistica fu tuttavia accorciata dagli infortuni.
In una partita amichevole del 1952 al Los Angeles Memorial Coliseum, Justice corse 11 volte per 199 yard (18,1 di media) in soli tre quarti, prima di uscire per una frattura a un braccio.
Nel 1999 Sports Illustrated nominò Justice la 14ª più grande figura sportiva della storia della Carolina del Nord. Le linee delle 22 yard (il suo numero) al Kenan Memorial Stadium dei Tar Heels sono colorate di blu in suo onore.

## Palmarès
- 90 Greatest Redskins
- Numero 22 ritirato dai Carolina Tar Heels
- College Football Hall of Fame